# Silent Hunter (jeu vidéo)
Silent Hunter est une simulation de sous-marin développée par Aeon Electronic Entertainment et éditée par Strategic Simulations, Inc. en 1996 sous DOS.
Ce jeu offre une campagne assez vaste et libre de choix, permet de commander des sous-marins américains dans le Pacifique (pour la première version du jeu), allemands (pour les deuxième et troisième versions), puis de nouveau américains (pour la 4e) et de couler des navires de tonnage variable à grands coups de torpilles et de canons (et accessoirement de se défendre contre les avions...).

## Système de jeu
Classé dans les simulations, Silent Hunter immerge totalement le joueur dans l'atmosphère des sous-mariniers pendant la Seconde Guerre mondiale. Le but du jeu est de remplir les objectifs de missions, que ce soit en mission simple ou en carrière. Ainsi, il y a lieu d'employer tous les moyens disponibles dans le bâtiment afin de couler les navires ennemis. Surtout à partir du troisième volet, le jeu est véritablement constitué d'une interface interactive pour se mettre dans la peau du commandant du sous-marin et d'interagir avec l'équipage, de lui donner des ordres...
Une partie du jeu est gérée par l'IA : les ennemis bien sûr, mais aussi le comportement de l'équipage (par exemple, les hommes de l'équipe de veille sur le kiosque préviendront automatiquement s'ils repèrent un navire). En outre, le commandant peut prendre la place d'une grande partie des membres d'équipage (sonarman, radioman, veilleur, chef de manœuvre, ...).
Toutes les phases de la guerre sous-marine réelle ont été reproduites dans la simulation, et le programme s'annonce ainsi chargé : plongée, torpillage, canonnade, croisière (action de surveillance d'une zone déterminée), grenadage...
Il est important de noter que la simulation est autant ouverte aux professionnels incollables sur les sous-marins qu'aux amateurs, car l'IA peut être paramétrée de façon à gérer plus ou moins la difficulté : il est entre autres possible de laisser l'ordinateur faire tous les calculs nécessaires pour le tir de la torpille, ou au contraire de tout faire soi-même.